# Wendelin Werner
Wendelin Werner (Colonia, 23 settembre 1968) è un matematico tedesco naturalizzato francese, noto per i suoi contributi in teoria della probabilità e fisica matematica. Nel 2006 ha vinto la prestigiosa medaglia Fields.
Nato nel 1968 in Germania, Werner ha acquisito la nazionalità francese nel 1977. Nel 1991 si è laureato in matematica alla École Normale Supérieure, e nel 1993 ha ottenuto il dottorato dall'Università Pierre e Marie Curie, sotto la supervisione di Jean-François Le Gall. Dal 1991 al 1997 è stato ricercatore presso il CNRS all'Università di Cambridge. Dal 1997 è professore all'Università di Parigi Sud e, dal 2005 e part-time, anche alla École Normale Supérieure.
Nel 2006 ha vinto la medaglia Fields "per i suoi contributi allo sviluppo dell'evoluzione stocastica di Loewner, alla geometria dei moti browniani in 2 dimensioni e alla teoria conforme dei campi, molti dei quali eseguiti in collaborazione con Greg Lawler e Oded Schramm. Inoltre, Werner ha vinto altri importanti premi, come il Premio Fermat nel 2001, il Premio Loève nel 2005, e, insieme con Lawler e Schramm, il Premio Pólya (SIAM) nel 2006. Infine, dal 2008 è membro dell'Accademia francese delle scienze.
Da ragazzo, nel 1982, ha recitato nel film La signora è di passaggio.